# Capilla de la Ciudad Abierta
La Capilla de la Ciudad Abierta es una construcción arquitectónica situada en la Ciudad Abierta, se construyó en el año 1999. Forma un conjunto unitario junto al Cementerio y el Anfiteatro de la Ciudad Abierta. Su suelo está construido en ladrillo fiscal.